# Frottage (sexualidad)

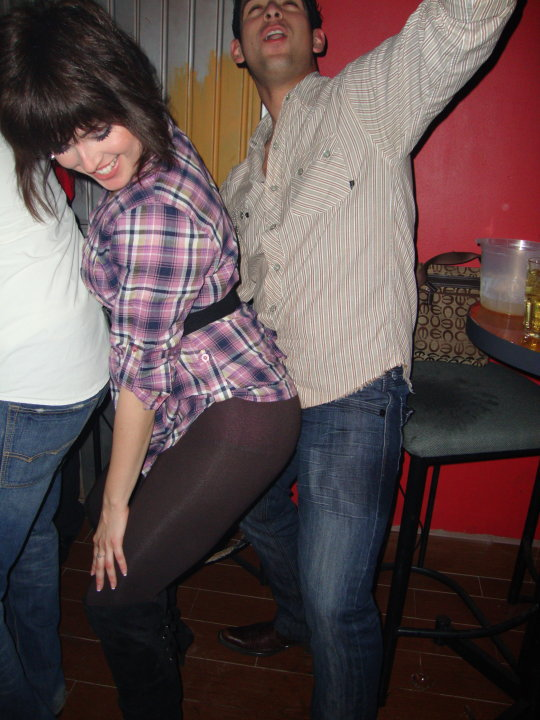
Pareja bailando «perreo»

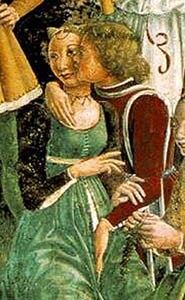
Detalle del Triunfo de Venus, de Francesco del Cossa.

Frottage es el acto de frotar cualquier parte del cuerpo, incluyendo las nalgas, los senos, el abdomen, los muslos, los pies, las manos, las piernas y los órganos sexuales contra la pareja, ya sea desnudo o vestido, pero sin penetración. El frottage puede incluir contacto genital con genital -llamado también coito ante portas- así como el resto de formas de relación sexual sin penetración.
Esto da a entender que el hombre y la mujer no pierden en ningún concepto la virginidad.

## Etimología
El término frottage deriva del verbo francés frotter (frotar). 
Tres términos derivan de frotter, estos incluyen el frottage, el acto sexual que involucra el roce; el frot, acto sexual entre varones de frotarse mutuamente los genitales erectos, y el frotismo,  una parafilia que consiste en la excitación erótica mediante el rozamiento del órgano genital (u otra parte del cuerpo) con el cuerpo de otra persona sin su consentimiento (por ejemplo, al rozar los propios genitales contra una desconocida en un bus o metro lleno de gente).
Al frottage también se conoce con los términos de petting, magrear, manosear, sobajear, cureñear, toquetear, fajar, paletear, puntear o roce.

## Práctica
Las parejas pueden practicar el frottage como una forma de juego previo, como método para lograr la satisfacción sexual sin coito, como una manera de preservar la virginidad, o como una forma de sexo seguro. A menudo, los jóvenes participarán en frottage como una etapa más temprana de la intimidad física antes del contacto más explícito que se desea, o como un sustituto para la penetración.

## En la danza moderna
En algunos estilos de danza moderna, se practica el frotarse el uno contra el otro. Estos estilos de danza incluyen la lambada, la bachata, el reguetón, el dembow, el perreo y el dancehall.